# Zeche Dahlacker
Die Zeche Dahlacker ist ein ehemaliges Steinkohlebergwerk in Dortmund. Das Bergwerk befand sich im Stadtteil Hörde.

## Geschichte
Am 4. Februar des Jahres 1762 wurde die Mutung auf eine alte Kohlenbank und auf zwei benachbarte kleinere Bänke eingelegt. Die gemuteten Kohlenbänke befanden sich am sogenannten Aufspring (Obspring) im Amt Hoerde. Die Mutung wurde von Johann Henrich Rühl eingelegt. Der Muter begehrte ein Grubenfeld von der Größe einer Fundgrube und sechs Maaßen nach Süden. Am 6. Februar desselben Jahres wurde der Geschworene Spoerer vom Bergamt mit der Inaugenscheinnahme beauftragt. Am 27. Juni des Jahres 1768 wurde von Wilhelm Crone und Konsorten eine konkurrierende Mutung unter dem Namen Obspring eingelegt. Eine weitere konkurrierende Mutung wurde am 14. November des Jahres 1770  von Camerarius Wormstall unter dem Namen Freier Vogel eingelegt. Infolge dieser konkurrierenden Mutungen kam es zu einem Berechtsamsstreit zwischen den beteiligten Gewerken. Am 19. November des Jahres 1771 kam es vor dem Berggericht zu einem Vergleich. Der Vergleich sah vor, dass die Mutung des Gewerken Wormstall abgewiesen wurde, die Mutung von Wilhelm Crone und Konsorten wurde anerkannt. Am 16. November desselben Jahres wurde eine weitere Mutung auf ein Grubenfeld von der Größe von sechs Maaßen nach Süden eingelegt. Am 10. Juni des Jahres 1772 gab das Bergamt bekannt, dass die Belehnung nur dann erfolgen würde, wenn die Gewerken Rühl und Konsorten die fälligen Rezeßgelder bezahlen würden. Seit der Mutung vom 4. Februar 1762 waren die Gewerken Rühl und Konsorten den fälligen Zahlungen der Rezeßgelder nicht nachgekommen. Das Abbaurecht für die Zeche wurde am 16. April des Jahres 1773 verliehen. Die Gewerken wurden mit einem Grubenfeld von der Größe einer Fundgrube und zwölf Maaßen belehnt. Ab dem Jahr 1786 war das Bergwerk in Betrieb. Im Zeitraum von September bis Oktober des Jahres 1817 wurden Schürfarbeiten durchgeführt. Um 1822 wurde das Feld mit der Nachbarzeche Fündling  zur neuen Zeche Vereinigte Fündling & Dahlacker konsolidiert.

## Heutiger Zustand
Heute erinnert eine Straße im Stadtbezirk Hörde an die Zeche Dahlacker.